# Archiearis fulvulata
Archiearis fulvulata là một loài bướm đêm trong họ Geometridae.